# Colias nastes
Colias nastes là một loài bướm thuộc họ Pieridae. Ở châu Âu, chúng sinh sống tại bắc Na Uy và Thuỵ Điển và vài điểm hiếm hoi ở bắc Phần Lan. Loài cũng sinh sống tại Bắc Mỹ, đặc biệt tại Alaska, Canada và dãy núi Rocky, Washington, Montana và Greenland. Tại châu Á, loài sinh sống tại Altai, biên giới giữa Nga, Trung Quốc, Mông Cổ và Kazakhstan, dãy núi Sayan, bắc Siberia và Chukotka Autonomous Okrug.
Sải cánh dài 31–45 mm. Chúng bay in tháng 5 đến tháng 8 tùy theo địa điểm.
Ấu trùng ăn loài Astragalus, đặc biệt là Astragalus alpinus và Astragalus frigidus. Tại Bắc Mỹ, chúng ăn Trifolium repens và có thể loài Vaccinium.

## Hình ảnh

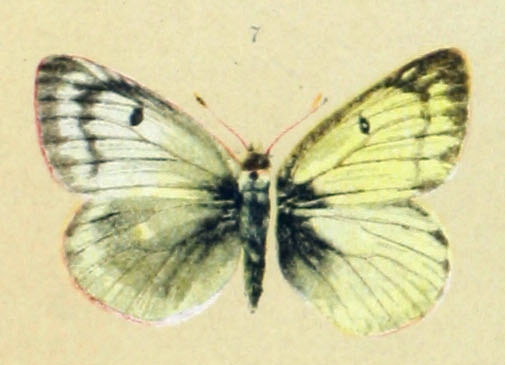